# Sifaca de diadema
El sifaca de diadema (Propithecus diadema) és una espècie de sifaca. Com totes les altres espècies de lèmurs, el sifaca de diadema és endèmic de Madagascar, on viu en boscos de la part oriental de l'illa. La UICN classifica aquest sifaca com a espècie "en perill d'extinció".